# Acacia ambigua
Acacia ambigua é uma espécie de leguminosa do gênero Acacia, pertencente à família Fabaceae.